# Corey Hawkins (baloncestista)
Corey Hawkins (Filadelfia, Pensilvania, 10 de agosto de 1991) es un exbaloncestista y actual entrenador estadounidense que ejerce como asistente en los Salt Lake City Stars de la G League. Con 1,85 metros de estatura, juega en la posición de base. Es hijo del que fuera profesional de la NBA durante 13 temporadas Hersey Hawkins.

## Trayectoria deportiva

### Universidad
Jugó una temporada con los Sun Devils de la Universidad Estatal de Arizona, en la que promedió 2,0 puntos y 1,7 rebotes por partido. En 2011 fue transferido a los Aggies de la Universidad de California, Davis, donde tras el preceptivo parón de un año debido a las normas de la NCAA, jugó tres temporadas más en la que promedió 15,8 puntos, 4,3 rebotes y 2,7 asistencias por partido, siendo incluido en el mejor quinteto de la Big West Conference en 2013 y 2015 y en el segundo en 2014, logrando además ser elegido Jugador del Año de la conferencia en su última temporada.
Al finalizar su carrera, Hawkins y su padre anotaron entre los dos 4.687 puntos, la segunda mejor marca combinada de un padre y un hijo en la División I de la NCAA, solo superados por Dell y Stephen Curry, que consiguieron 5.020 entre los dos.

### Profesional
Tras no ser elegido en el Draft de la NBA de 2015, se unió a los Philadelphia 76ers para jugar las ligas de verano, aunque no llegó a disputar ningún partido, y posteriormente a los Sacramento Kings, donde se lesionó en una rodilla. El 21 de agosto firmó contrato con los Miami Heat, pero fue descartado poco antes del comienzo de la temporada.
El 2 de noviembre de 2015 fue adquirido por los Sioux Falls Skyforce de la NBA Development League como jugador afiliado de los Heat. Tras nueve partidos fue traspasado a los Idaho Stampede, donde acabó la temporada promediando 13,7 puntos y 3,5 rebotes por partido.
El 12 de agosto de 2016 fichó por el Pistoia Basket 2000 de la liga italiana.
[actualizar]

### Entrenador
[actualizar]